# Anorrhinus
Anorrhinus is een geslacht van vogels uit de familie van de neushoornvogels (Bucerotidae).

## Soorten
Het geslacht omvat de volgende soorten:
- Anorrhinus austeni – Austens bruine neushoornvogel
- Anorrhinus galeritus – Zwartkuifneushoornvogel
- Anorrhinus tickelli – Bruine neushoornvogel